# 丸河鳳凰
丸河鳳凰（日語：マルカフェニックス），是日本純種競賽馬匹。生涯活躍於短途賽事，曾勝出阪神盃及天鵝錦標。

## 出賽前
2004年5月27日出生於北海道浦河町日之出牧場，成長途中被馬主公司河長產業購入。
其後交由栗東訓練中心練馬師瀨戶口勉訓練。

## 競賽生涯

### 3歲
2007年2月出戰阪神競馬場3歲新馬戰，比賽初段維持在先頭位置之下推進，但在直路上反應不及其他對手下最終以第三落敗。
完成新馬戰後，由於練馬師瀨戶口勉到達退休年齡，其被轉往同屬栗東訓練中心的練馬師松永昌博旗下。
其後出戰3歲未勝利戰，但在五場賽事之中分別以第五、第六、第四、第三及第三落敗。
7月第六度出戰3歲未勝利戰，保持在第三、四附近的位置下於彎道處開始發力，進入直路後隨即加速上前跑出優秀末腳，最終超越前方的領放馬Macky Venus取得首勝。
休養過後在12月復出出戰3歲以上500萬獎金以下條件戰，採用同樣戰術下在直路初段經已早早取得領先，最終亦能拉開後方追擊的對手以1 1/4馬位優勢率先衝線。
2個星期後出戰北攝特別，本次比賽一反以往做法選擇居中戰術，沿途處於第十左右的位置。進入直路後，其在中外檔順利透出並逐步加速上前，最終超越對手之餘亦能壓制同樣位置衝刺的Barbaresco，取得三連勝的戰績。

### 4歲
2008年年初繼續以新春錦標作為目標，比賽途中重拾前置的戰術保持在先頭第五的位置，一直處於遮擋之中等待時機。進入直路後，其在先頭位置開始透出並壓制其他對手，最終拉開嘗試來襲的Silk Dragoon，以四連勝姿態晉級公開組。
3月受到挑戰分級賽阪急盃，選擇在中團靠後位置推進下在直路上開始加速上前，但未能完全發揮衝刺力下最終以第五衝線。然而於賽後的研訊，賽會指出企在直路上的外閃斜行對皮爾金造成妨礙，因而對其施以貶至第十二名的懲罰。
完成阪急盃後未能保持四連勝時的水準，在高松宮紀念及讀賣盃中分別以第九及第十二大敗。
放草後在7月重返條件戰級別的賽事，但於TVU福島賞及北九州短距離錦標中繼續陷於低潮以第五及第八落敗。
8月選擇越級挑戰北九州紀念，維持在中團附近下在彎道處開始抽出外檔望空，在直路上迅速進入狀態下施展不俗的加速力，最終跑出全場最快末腳速度下僅敗於不眠之夜取得第二。
進入秋季後繼續在短途戰線打拼，雖然於起動戰人馬錦標稍有失準跑獲第七，但在港灣人工島錦標及京阪盃中分別以第三及第五完賽。
年末選擇出戰阪神盃，賽前人較為飄拂的表現僅取得第八人氣。比賽開始後，其隨即在起步內欄位置向前推進，進佔內欄位置下稍為放緩速度保持在第五的附近的位置穩步奔跑。進入直路後，其以不俗的反應順應騎師福永祐一的指揮，在中內欄位置開始上前並逐步取得領先，最終亦能阻止大熱門珠寶玉石的急襲，爆冷取得第一個分級賽冠軍。

### 5歲
2009年首戰陣營安排其轉戰泥地以根岸錦標作為目標，但毫無適性下以第十五大敗。
其後返回草地但仍然未能做出突破，於高松宮紀念及北九州紀念中分別以第十六及第九完賽。
進入秋季後出戰人馬錦標作為熱身，稍為找回狀態下在中團位置展開推進並於直路展現些微加速跑獲第五。
10月4日選擇出戰一級賽短途馬錦標，保持在中團偏後位置展開推進下在直路的反應未如理想，最終僅能以第十完賽。
其後選擇以天鵝錦標作為目標，繼續採用居中戰術下在直路進入狀態，逐步衝刺上前下取得第三的戰績。
年末再度出戰阪神盃挑戰連霸，然而受到步速影響於直路上大幅失速，最終沉底下以第十五大敗。

### 6歲
2010年於首戰澳洲盃以第八落敗後出戰京王盃春季盃，保持在先頭第六的位置推進下，在彎道處經已開始發力嘗試迫近前方的賽駒。進入直路後，其迅速在內欄位置尋找到加速點，可惜未能在最後一步時追上前方領先的Thanks Note以頸位差距憾負。
然而其後的安田紀念及短途馬錦標無法保持此等水準，最終以第八及第九的戰績落敗。
10月下旬再度挑戰上年度取得不俗戰績的天鵝錦標，本次比賽採取較為主動的策略，出閘後嘗試內閃取位並保持在先頭部隊之中。進入直路後，其再度展現優秀的反應開始上前，在中後段越過領放馬咖啡寶後隨即繼續衝刺保持走勢，最終成功頂住後方衝出的湘南黎明給予之壓力取得第二個分級賽冠軍。
贏得天鵝錦標後計劃以一哩冠軍賽作為目標，但賽前出現肌腱炎下無奈避戰並進入長期休養，最終直接跳過7歲生涯。

### 8歲
2012年2月復出出戰阪急盃，但最終以第十一大敗，其後於4月22日以讀賣盃為目標亦毫無衝勢取得第十七。
完成以上賽事後，陣營認為其因傷患影響下經已無法適應比賽的節奏，因而安排其退役。

### 詳細賽績
| 日期       | 舉辦國家 | 馬場 | 距離   | 級別     | 賽事名稱             | 負重 | 騎師       | 馬號 | 出馬 | 名次 | 時間   | 頭馬（二馬）     |
| ---------- | -------- | ---- | ------ | -------- | -------------------- | ---- | ---------- | ---- | ---- | ---- | ------ | ---------------- |
| 24/02/2007 | 日本     | 阪神 | 草1400 |          | 3歲新馬              | 56   | 福永祐一   | 14   | 15   | 3    | 1:23.0 | Siegmund         |
| 18/03/2007 | 日本     | 阪神 | 草1800 |          | 3歲未勝利            | 56   | 福永祐一   | 9    | 16   | 5    | 1:48.8 | Meiner Kirov     |
| 15/04/2007 | 日本     | 阪神 | 草1600 |          | 3歲未勝利            | 56   | 角田晃一   | 7    | 18   | 6    | 1:36.4 | T M Attack       |
| 05/05/2007 | 日本     | 京都 | 泥1400 |          | 3歲未勝利            | 56   | 角田晃一   | 12   | 13   | 4    | 1:26.4 | Zenno Monarca    |
| 03/06/2007 | 日本     | 中京 | 草1200 |          | 3歲未勝利            | 54   | 北村友一   | 3    | 18   | 3    | 1:09.7 | Sainte Adresse   |
| 16/06/2007 | 日本     | 阪神 | 草1400 |          | 3歲未勝利            | 54   | 中村將之   | 15   | 18   | 3    | 1:21.9 | A Shin Redmayne  |
| 16/07/2007 | 日本     | 小倉 | 草1200 |          | 3歲未勝利            | 56   | 武豐       | 2    | 18   | 1    | 1:08.3 | （Macky Venus）  |
| 01/12/2007 | 日本     | 中京 | 草1200 |          | 3歲以上500萬獎金以下 | 53   | 濱中俊     | 14   | 18   | 1    | 1:08.2 | （Tokai Fine）   |
| 16/12/2007 | 日本     | 阪神 | 草1200 |          | 北攝特別             | 55   | 福永祐一   | 12   | 16   | 1    | 1:08.9 | （Barbaresco）   |
| 06/01/2008 | 日本     | 京都 | 草1200 |          | 新春錦標             | 56   | 福永祐一   | 10   | 16   | 1    | 1:09.0 | （Silk Dragoon） |
| 02/03/2008 | 日本     | 阪神 | 草1400 | GIII     | 阪急盃               | 56   | 武幸四郎   | 5    | 16   | 12   | 1:21.3 | 桂冠戰士         |
| 30/03/2008 | 日本     | 中京 | 草1200 | GI       | 高松宮紀念           | 57   | 武幸四郎   | 5    | 18   | 9    | 1:07.7 | 精雕微琢         |
| 19/04/2008 | 日本     | 阪神 | 草1600 | GII      | 讀賣盃               | 57   | 武幸四郎   | 9    | 15   | 12   | 1:34.7 | 結伴行           |
| 12/07/2008 | 日本     | 福島 | 草1200 | 1600万下 | TVU福島賞            | 58   | 石橋脩     | 14   | 16   | 5    | 1:09.3 | Rhett Butler     |
| 27/07/2008 | 日本     | 小倉 | 草1200 | 1600万下 | 北九州短距離錦標     | 57   | 武豐       | 10   | 18   | 8    | 1:07.8 | Cool Sharon      |
| 17/08/2008 | 日本     | 小倉 | 草1200 | JpnIII   | 北九州紀念           | 54   | 池添謙一   | 6    | 18   | 2    | 1:07.8 | 不眠之夜         |
| 14/09/2008 | 日本     | 阪神 | 草1200 | GII      | 人馬錦標             | 57   | 池添謙一   | 14   | 16   | 7    | 1:07.9 | 櫻花盛開         |
| 05/10/2008 | 日本     | 阪神 | 草1400 | OP       | 港灣人工島錦標       | 55   | 安藤光彰   | 16   | 18   | 3    | 1:35.5 | Meiner Rainier   |
| 29/11/2008 | 日本     | 京都 | 草1200 | GIII     | 京阪盃               | 56   | 濱中俊     | 12   | 18   | 5    | 1:08.3 | Western Dancer   |
| 21/12/2008 | 日本     | 阪神 | 草1400 | GII      | 阪神盃               | 57   | 福永祐一   | 3    | 18   | 1    | 1:21.6 | （珠寶玉石）     |
| 01/02/2009 | 日本     | 東京 | 泥1400 | GIII     | 根岸錦標             | 58   | 福永祐一   | 10   | 16   | 15   | 1:24.5 | Ferrari Pisa     |
| 07/06/2009 | 日本     | 東京 | 草1600 | GI       | 安田紀念             | 58   | 福永祐一   | 14   | 18   | 16   | 1:35.1 | 伏特加           |
| 16/08/2009 | 日本     | 小倉 | 草1200 | GIII     | 北九州紀念           | 57.5 | 福永祐一   | 10   | 16   | 9    | 1:08.3 | 天使長           |
| 13/09/2009 | 日本     | 阪神 | 草1200 | GII      | 人馬錦標             | 58   | 福永祐一   | 12   | 15   | 5    | 1:08.4 | 天涯海角         |
| 04/10/2009 | 日本     | 中山 | 草1200 | GI       | 短途馬錦標           | 57   | 福永祐一   | 5    | 16   | 8    | 1:07.8 | 桂冠戰士         |
| 31/10/2009 | 日本     | 京都 | 草1400 | GII      | 天鵝錦標             | 58   | 福永祐一   | 17   | 18   | 3    | 1:20.4 | 拳壇奇蹟         |
| 20/12/2009 | 日本     | 阪神 | 草1400 | GII      | 阪神盃               | 57   | 角田晃一   | 4    | 18   | 15   | 1:21.5 | 拳壇奇蹟         |
| 24/04/2010 | 日本     | 京都 | 草1200 | OP       | 澳洲盃               | 57.5 | 池添謙一   | 13   | 18   | 8    | 1:07.9 | 天使長           |
| 15/05/2010 | 日本     | 東京 | 草1400 | GII      | 京王盃春季盃         | 57   | 福永祐一   | 9    | 17   | 2    | 1:19.8 | Thanks Note      |
| 06/06/2010 | 日本     | 東京 | 草1600 | GI       | 安田紀念             | 58   | 福永祐一   | 14   | 18   | 8    | 1:32.1 | 昭和革新         |
| 03/10/2010 | 日本     | 中山 | 草1200 | GI       | 短途馬錦標           | 57   | 松岡正海   | 13   | 16   | 9    | 1:08.0 | 極奇妙           |
| 30/10/2010 | 日本     | 京都 | 草1400 | GII      | 天鵝錦標             | 57   | 福永祐一   | 12   | 14   | 1    | 1:21.0 | （湘南黎明）     |
| 26/02/2012 | 日本     | 阪神 | 草1400 | GIII     | 阪急盃               | 56   | 秋山真一郎 | 15   | 16   | 11   | 1:23.1 | 神通鼎盛         |
| 22/04/2012 | 日本     | 京都 | 草1600 | GII      | 讀賣盃               | 56   | 秋山真一郎 | 8    | 18   | 17   | 1:34.7 | 國際高球         |

## 退役後
退役後，丸河鳳凰並未入種，而是於東京都町田市Crane東京休養，在2012年作為乘騎馬使用。

## 血統簡介
父系夜舞爲日本賽駒，生涯戰績優秀，曾勝出一級賽菊花賞。祖父週日寧靜是美國三冠賽雙冠馬，退役後在日本配種，在日本馬壇相當成功，贏得多項分級賽事，其子嗣贏得巨額獎金，連續12年成為日本冠軍種馬。
母系Miss Kirsty為美國生產的英國賽駒，生涯僅得一勝利。外祖父Miswaki為美國生產的法國賽駒，生涯戰績不俗，曾勝出一級賽撒拉曼德大賽。

### 血統表
| 父線：週日寧靜系（Halo系）                                                                 |                            |                    |                 |
| 種馬 夜舞 1993年（棗色）                                                                   | 週日寧靜 1986年（棕色）    | Halo               | Hail to Reason  |
| 種馬 夜舞 1993年（棗色）                                                                   | 週日寧靜 1986年（棕色）    | Halo               | Cosmah          |
| 種馬 夜舞 1993年（棗色）                                                                   | 週日寧靜 1986年（棕色）    | Wishing Well       | Understanding   |
| 種馬 夜舞 1993年（棗色）                                                                   | 週日寧靜 1986年（棕色）    | Wishing Well       | Mountain Flower |
| 種馬 夜舞 1993年（棗色）                                                                   | Dancing Key 1983年（棗色） | 尼真斯基           | 北地舞人        |
| 種馬 夜舞 1993年（棗色）                                                                   | Dancing Key 1983年（棗色） | 尼真斯基           | Flaming Page    |
| 種馬 夜舞 1993年（棗色）                                                                   | Dancing Key 1983年（棗色） | Key Partner        | Key to the Mint |
| 種馬 夜舞 1993年（棗色）                                                                   | Dancing Key 1983年（棗色） | Key Partner        | Native Partner  |
| 繁殖雌馬 Miss Kirsty 1997年（栗色）                                                        | Miswaki 1978年（栗色）     | 淘金者             | Raise a Native  |
| 繁殖雌馬 Miss Kirsty 1997年（栗色）                                                        | Miswaki 1978年（栗色）     | 淘金者             | Gold Digger     |
| 繁殖雌馬 Miss Kirsty 1997年（栗色）                                                        | Miswaki 1978年（栗色）     | Hopespringseternal | Buckpasser      |
| 繁殖雌馬 Miss Kirsty 1997年（栗色）                                                        | Miswaki 1978年（栗色）     | Hopespringseternal | Rose Bower      |
| 繁殖雌馬 Miss Kirsty 1997年（栗色）                                                        | Spit Curl 1980年（棗色）   | 北地舞人           | Nearctic        |
| 繁殖雌馬 Miss Kirsty 1997年（栗色）                                                        | Spit Curl 1980年（棗色）   | 北地舞人           | Natalma         |
| 繁殖雌馬 Miss Kirsty 1997年（栗色）                                                        | Spit Curl 1980年（棗色）   | Coiffure           | Sir Gaylord     |
| 繁殖雌馬 Miss Kirsty 1997年（栗色）                                                        | Spit Curl 1980年（棗色）   | Coiffure           | Style           |
| 雌系：號族：5-g                                                                            |                            |                    |                 |
| 五代內近親交配：北地舞人 4×3、Raise a Native 5×4、Turn-to 5×5、天才舞者 5×5、Almahmoud 5×5 |                            |                    |                 |

## 命名由來
名字中，Maruka（マルカ）為馬主河長產業之冠名，出自日下部猛經營的公司丸河商事之名字；Phoenix（フェニックス）為神獸「鳳凰」。

## 外部連結
- 丸河鳳凰 netkeiba.com
- 血統表